# Liste der Notenbanken in China

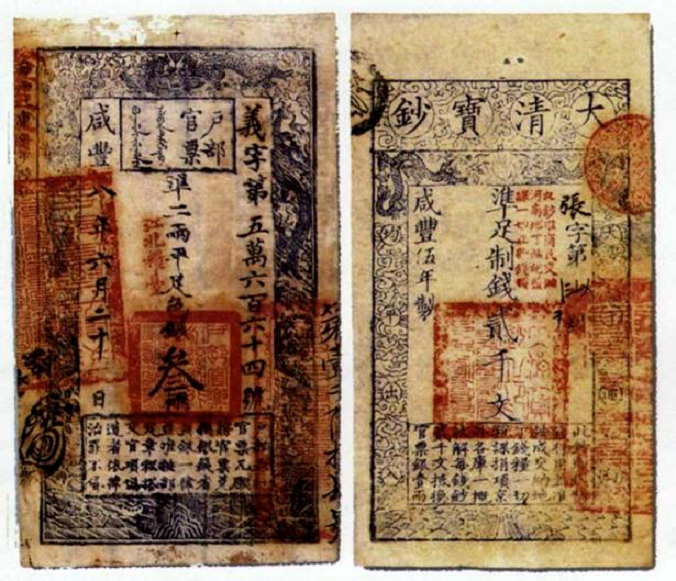
Banknote der Hsien-feng-Ära (1850-61)

Diese Liste der Notenbanken in China verzeichnet diejenigen Institute, die nach 1840 Banknoten ausgaben. Das kaiserliche Schatzamt verausgabte 1853-95 noch traditionelle Noten. Im Rahmen der ungleichen Verträge war dies auch zahlreichen in den Konzessionen ausländischen Geschäftsbanken gestattet. China bezeichnet hier einen geographischen Begriff, da zumindest für die Zeit 1915-49 von einem einheitlichen Staat als völkerrechtlichem Subjekt nicht gesprochen werden kann. Nicht aufgenommen sind Institute für Gebiete, die direkt unter Fremdherrschaft standen, wie Macau, Hongkong oder Korea unter japanischer Herrschaft. Unabhängig waren Tibet (ab 1911/2), Mandschukuo (ab 1932) und die Äußere Mongolei (seit 1921).

## Chinesische Banken

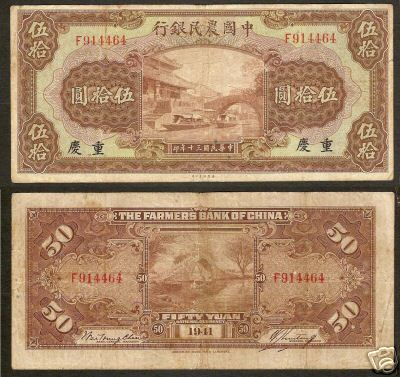
50$, Farmers Bank of China (1941)

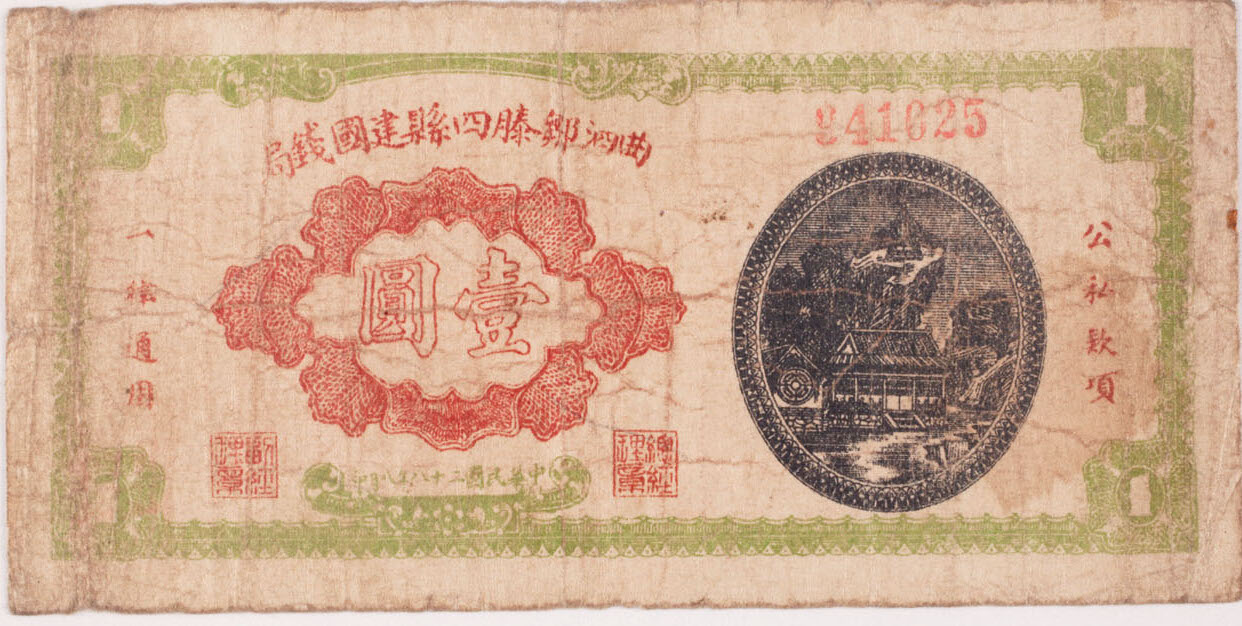
Central Bank of China (1939)

Bedingt durch den Ersten Japanisch-Chinesischen Krieg wurden auf Taiwan 1895 die Tai-nan Official Silver Note (臺南官銀票) ausgegeben. Neben der kaiserlichen Regierung (bis 1911), gaben zahlreiche Institute silbergedeckte Banknoten aus. Fast alle nichtstaatlichen Banknoten sind rückseitig englisch beschriftet. Vielfach sind sie mit einem roten Kontrollsiegel des Schatzamtes versehen, das bescheinigt, dass die genehmigte Banknotenmenge nicht überschritten wurde. Beginnend nach 1915 und besonders in den 1920ern wurden die ausgebenden Institute auch auf Provinzebene zahlreicher und wenig reguliert.
Der Tael wurde 1933 offiziell abgeschafft. Für das von ihr beherrschte Territorium schrieb die national-chinesische Regierung 1935 vor, dass nur noch die „vier großen“ Banken Noten emittieren sollten. Diese waren mit dem Vermerk „gesetzliches Zahlungsmittel“ (法幣,  fǎbì) versehen, der erst zwei Jahre vorher eingeführte silbergedeckte Standard-Dollar (880 fein, 26,43 g) wurde wieder abgeschafft. Zahlreiche ausländische Banken stellten daraufhin ihre Emissionen ein. Aufgrund der galoppierenden Inflation seit etwa 1942 liefen kaum noch Münzen um, stattdessen meist Notgeldscheine. Bis zur Befreiung 1949 gab es zahlreiche lokale Emittenden.
Auch die chinesische Eisenbahnverwaltung gab zeitweise eigene Scheine aus, so als Imperial Chinese Railways 1895. Unter Ägide des Pekinger Verkehrsministeriums gab es Scheine der Peking-Hangkow-Bahn. Die Gültigkeit der Serien war beschränkt (24, 25, 32 oder 36 Monate). Einige Jahre nach dem Ersten Weltkrieg liefen auch auf kleinste Beträge lautende Staatsanleihen als Papiergeld um, die teilweise verzinslich waren.
- General Bank of Communications (chinesisch 交通銀行), ab 1909.
- Farmers Bank of China (中國農民銀行,  Zhōngguó nóngmín yínháng). Gegr. 1933 als Agricultural Bank of the Four Provinces. Im Juni 1935 Umbenennung und Zentralbankfunktion. Hauptsitz ab 1937 in Chongqing, Notenprivileg bis 1942. Seit 1949 Provinzbank auf der Insel Taiwan.
- Hu Pu Bank, gegr. 1905 (übernahm die Funktion einer „Staatsbank“ von der 1898 gegründeten Imperial Bank of China, die ab 1912 Commercial Bank of China (中國通商銀行) hieß.) Umbenannt zur Ta-Ch'ing Government Bank. Banknoten 1905 in Dollar, 1909 in Tael.
- National Bank of China (中華國民銀行), gegründet in Kanton als Hausbank der Kuomintang, seit 1923 als Central Bank of China[1]
- National Bank of China (中華國家銀行), gegründet 1930 in Peking, zur Deckung der Bedürfnisse des Warlords Marschall Yan Xishan 1930. Noten 20 cent bis 10 $.
- Ningpo Commercial Bank (上海四明銀行), Hauptsitz: Shanghai. Noten ab 1909. Nach 1920 Ningpo Commercial & Savings Bank.

## Provinz- und Geschäftsbanken
- Anhwei Yu Huan Bank, 安徽裕皖官錢局, 1907-9

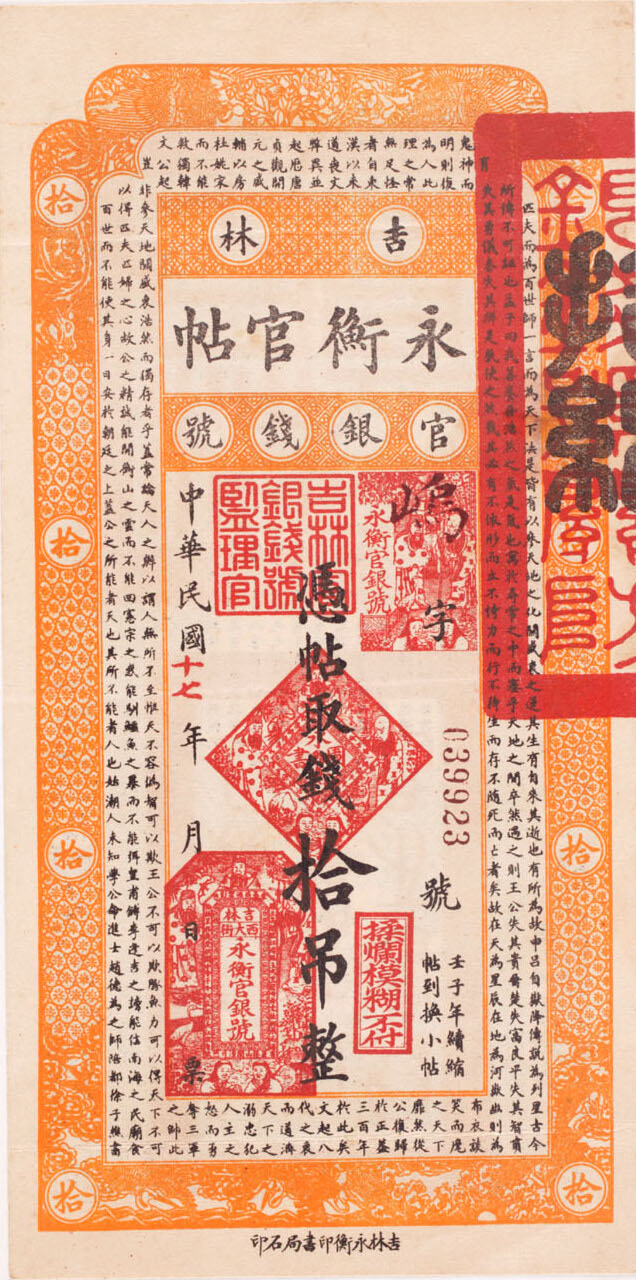
Schatzamts-Schuldverschreibung als Banknotenersatz, 1928

- Amoy Industrial Bank, cent-Notgeld 1940
- Amoor Government Bank, 1913-8
- Changsha Bank, 長沙銀行, 1928 ($)
- Canton Municipal Bank, 廣州市立銀行
- Charchar Commercial Bank, 察哈爾商業錢局, Kalgan, 1933-5, “coppers” und Yüan
- Chekiang Bank Ltd; 浙江銀行, gegr. 1907, Noten 1909-13?
- Chekiang Provincial Bank, 浙江省銀行, 1949-50, Silber-$
- Chekiang Provincial Bank, 浙江方銀行, 1932-41 $, 1938-41 Yüan.
- Chen Yuan Dah Bank, 陳源大銀行, Swatow, 1924
- Chi Fat Bank, 智發銀莊集益銀莊, Swatow, 1914 ($)
- Commercial Guarantee Bank of Chihli, 北洋保商銀行. 1919
- Provincial Bank of Chihli, 直隸省官錢局 (auch ohne: 官 im Namen), Tientsin, 1916 “cash” und $; 1921-25 “copper” und $, 1926 Yüan
- Schatzamt der Provinz Zhili (Chihli), 直隸省金庫兌換券, 1928
- Chip Yah Bank, 集益銀莊, Shantou (Swatow) (汕頭), 1914
- Fengtien Industrial Bank, 奉天興業錢號, auch als: Hsin Yieh Bank, Shing Yeh Bank, Mukden Bank of Industrial Development sowie Fentien Hsing Ying Yeh Bank. 1913-19 $
- Fengtien Public Exchange Bank, 奉天公濟平市錢號, englisch =Kung Tsi Bank of Fentien, 1918-23 mehrere Serien “copper”
- Foh Lee Bank, 福利銀號, 1933
- Frontier Bank, 邊業銀行, Harbin 1924-5, Mukden 1929
- Fu Ching Bank, 陝西富秦銀行, Shensi, 1922
- Fukien Bank, 褔建銀行, Amoy, ohne Datum ca. 1915: $
- Fukien Provincial Bank, 褔建省銀行, 1925-6 Yüan, Serien 1935, 1936 “chiao”, 1938-49: Yüan
- Fu Qing Yuan Ji, 福慶園記. Cash-Notgeld (兑票), 1899–1906
- Neue Fu-Tien Bank, chinesisch 雲南富滇新銀行, englisch New Fu-Tien Bank, Yünnan, 1929 ($)
- Gwa Swarmwun Yiack Bank, 外砂萬益銀莊, Swatow, 1914
- Han'Daohedzskoe Obshchestvo Vzaimnago Kredita, Heng Tao Ho Tzu, 1918, 1–5 Rubel

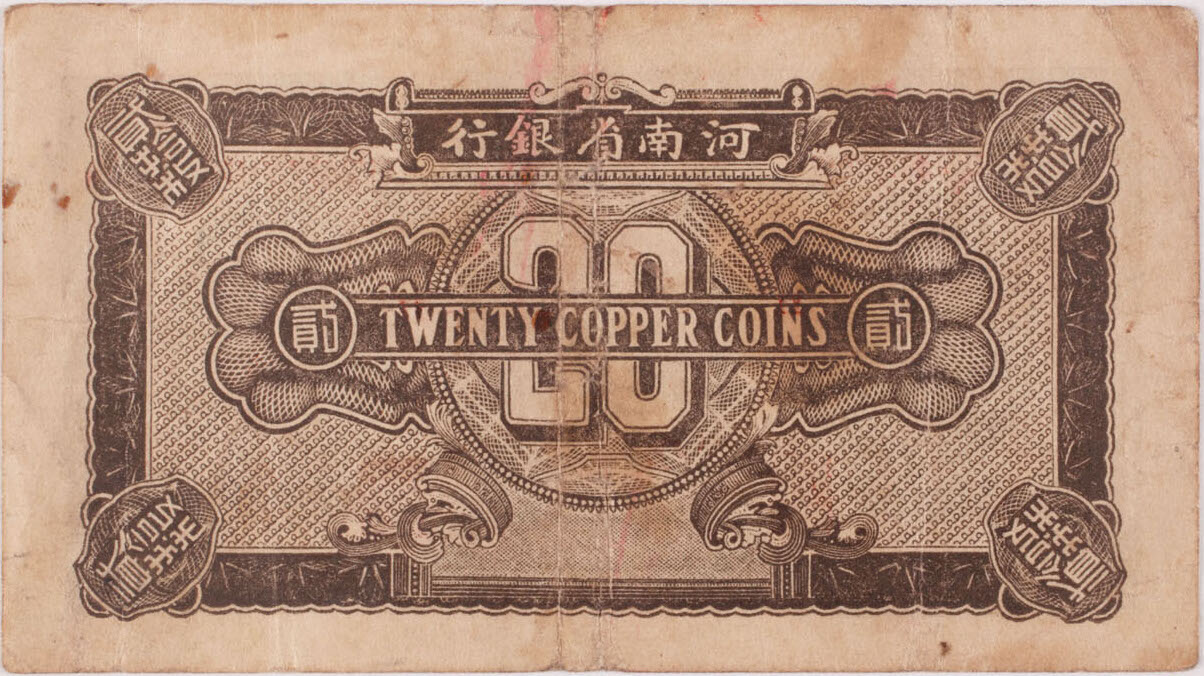
20 copper cash, Provincial Bank of Honan (1923)

- Hainan Bank, 海南銀行, Verwaltung versprengter KMT-Truppen, 1949
- Provincial Bank of Honan, 河南省銀行 auch ohne 省 im Namen, 1918-23 “coppers” und $
- Provincial Bank of Hopei, 河北銀行 verschiedene Schreibungen, Tientsin 1929-34
- Hsian Shu Kin Native Bank, 祥聚公銀號, Chowchun, Shandong. 1929: 30 cent Notgeldscheine
- Hsing Yeh Bank of Jehol, 熱河興業銀行, ca. 1915-25 “coppers,” Serien 1925-31 Yüan
- Hunan Provincial Bank, 湖南省銀行, englisch =Hunan Bank, 1912-8 “copper cash”
- Hunan Government Bank, 湖南官錢局, 1903-9 Cash-Notgeld und Tael
- Hupeh Provincial Bank, 湖北省銀行, englisch =Hupeh Government Cash Bank, 1896–1914
- Münzanstalt Hupeh (湖北銀元局, englisch Hupeh Government Mint), 1899
- Kiangnan Yu-Ning Government Bank, 江南裕寧官銀錢局, 1907
- Bank für Wiederaufbau, Kiangsi (江西建設銀行, englisch Reconstruction Bank of Kiangsi), 1932
- Public Bank of Kiangsi (江西公立銀行), 1905-7, Tael
- Bank of Kiangsi (江西銀行, englisch =Kwangsi Bank), 1904-9: Tael; 1915-16 $; 1919, 1926 “copper;” 1912-23: mehrere Serien Militär-Dollar
- Schatzamt der Provinz Guangxi (廣西省輔幣流通券, englisch Kwangsi Provincial Government), 1949
- Provincial Bank of Kiangsi (?省銀行, englisch =Kan Se Bank of Kiangsi), 1912, 1923-6 $
- Yumin Bank of Kiangsi 江西裕民銀行, 1929 “copper”; 1932-38, 1945 $
- Kwang Sing Company, 黑龍江廣信公司, englisch =Kuang Hsin Syndicate of Heilungchiang, Heilungchiang, 1904-18 “Tiao” und Tael. 1919-29 “Tiao” und Dollar (mehrere Serien und Filialen)
- Kwangtung Currency Bureau, 廣東銭局, 1904-7 $
- Kwangtung Bank of Kwangtung Province, 廣東省銀行况?券, 1913-22 $
- Kwangtung Provincial Bank, 廣東省銀行, 1931-36 Serien für “national currency” und “local currency,” weitere Serien ohne Unterscheidung $, 1949 Yüan

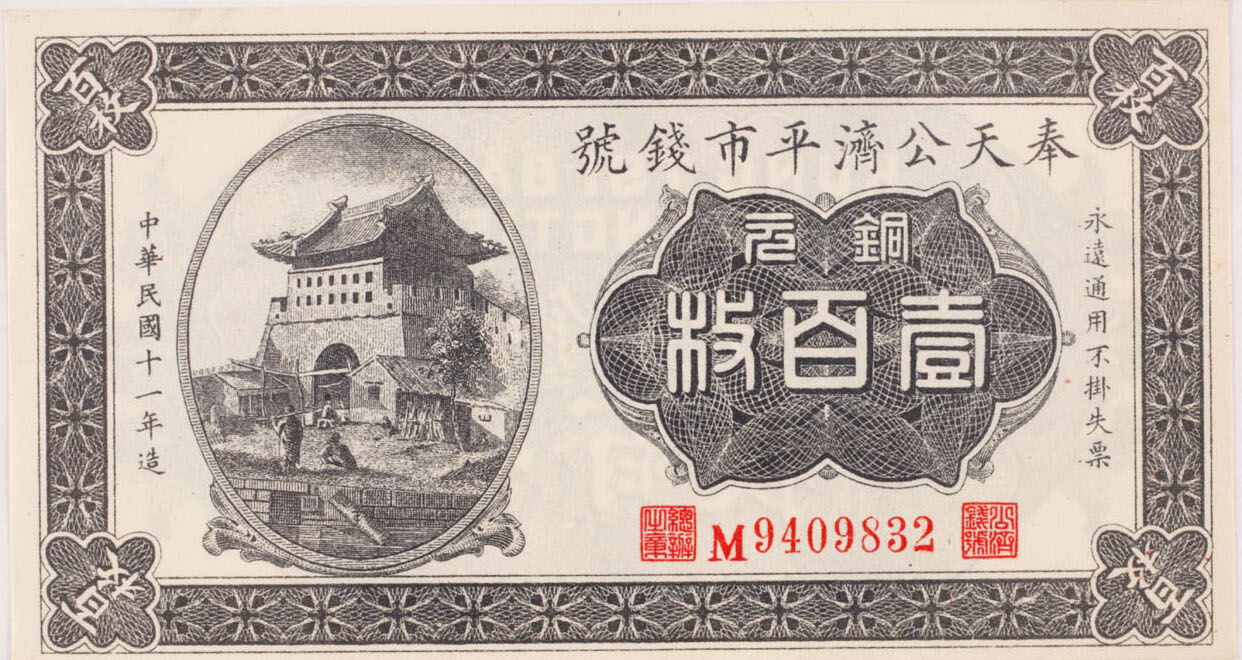
Kung-tsi Bank of Feng Tien (1922)

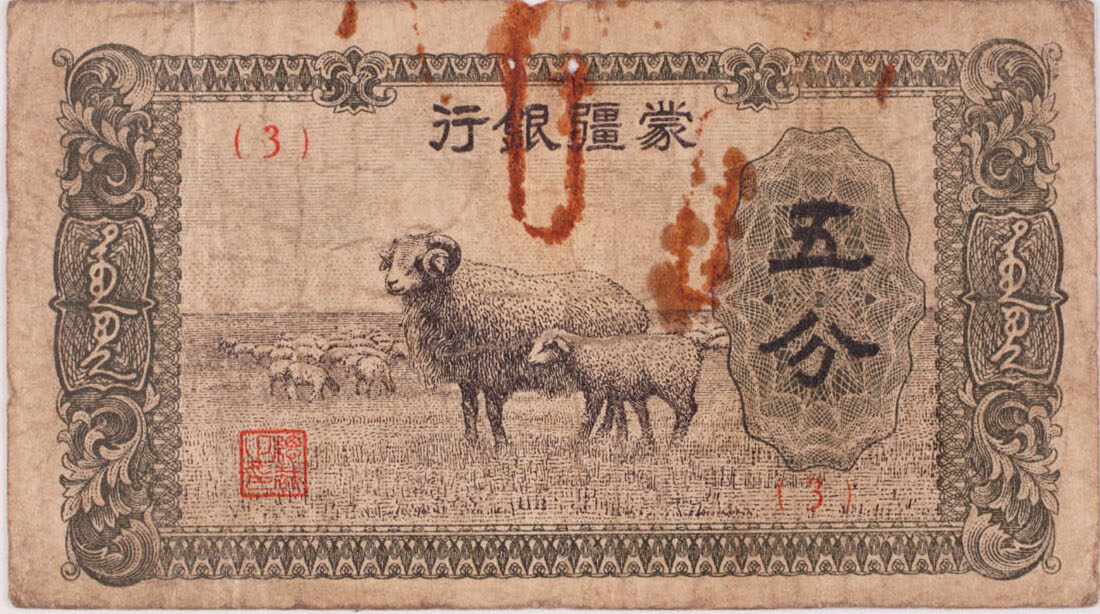
5 sen Mengjiang-Bank (ca. 1938)

- Bezirk Khotan (和闐區行政長, englisch Khotan District Administration), 1932-6 Tael
- Kiangsu Bank, 江蘇銀行, 1913, 1927 $
- Kiangsu Farmers Bank, 江蘇省農民銀行, 1932-39 Kleingeld “cents,” 1940-1 Yüan
- Kirin Government Bank, 1907-9, nur 1-$-Scheine
- Kirin Yung Heng Provincial Bank, 吉林永衡官銀錢局, verschiedene Serien 1908-17 in “Tiao”, 1917-32 auch $.
- Kirin Yu-Ning Government Bank, 江南裕寧官銀, ca. 1917-23
- Lee Yick Cheong Bank, 利益昌銀莊, Swatow, 1914 ($)
- Bank of Manchuria, 東三省銀行, 1929 (Yüan)
- Kwangtung Provincial Bank, 廣東省銀行, Kanton und Taiyuan (太原), 1913-31 ($), Notgeld 1949
- Pao Feng Exchange Co., 寶豐匯兑局, Hankong (Fujian)
- Pei Yang Tientsin Bank, 北洋天津銀號, Tientsin, ca. 1910, „Tael“ und „Dollar“
- Ping Tu Hian Municipal Economic Development, 平度縣地方經濟建設流通券, 1943
- Shansi Provincial Bank, 山西省銀行
- Bank of Local Railway of Shansi & Suiyuan, 晉綏地方鐵路銀號, Taiyuan 1934-6
- Shantung Min Sheng Bank, 山東省民生銀行
- Provincial Bank of Shantung, 山東省銀行, 1925-35
- Schatzamt der Provinz Shandong: 山東省金庫券, englisch Shantung Provincial Treasury
- Sin Chun Bank of China, 華商上海信成銀行, Shanghai, 1907-8
- Sinkiang Commercial and Industrial Bank; 新疆商業銀行, 1939-48, mehrere Serien Notgeld im Stil der KMT-Regierung
- Schatzamt der Provinz Xinjiang chinesisch 新疆省政府財政廳庫官票, englisch Sinkiang Provincial Government Finance Department Treasury, 1912 (新疆藩庫官票), 1917-9, 1932
- Szechuan Official Bank, 四川官銀
- Tsingtao City Bank, 青島地方銀行, englisch Tsingtao Regional Bank
- Tsingtao City Agricultural and Industrial Bank, 青島市農工銀行, 1924
- Tsinhar Hsing Yeh Bank, 1920-7, Dollar und „copper coin“
- Tung Wai Bank, 鎮江通惠銀號, Chinkiang (清江), 1912
- Islamische Republik Turkestan (東土耳其斯坦共和國, englisch Islamic Republic of Turkestan), auf Stoff gedruckte Silber-Dachin (1933)
- Wan I Chuan Bank, 萬義川銀號, ca. 1904-08
- Xing Chang Bank, 信昌銀號, 1911
- Xin Yi Savings Bank, 信義儲蓄銀行, 1908
- Yumin Bank, 裕民銀行, Shoukiang, 1944

### Chinesische Sowjetrepublik

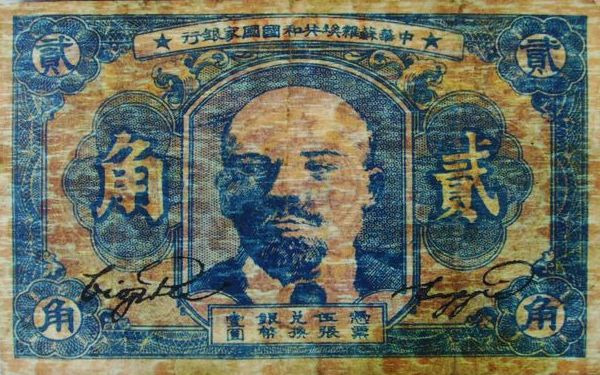
Chinesische Sowjetrepublik (; 1930er)

In den unter der Führung der KPCh befreiten Gebieten wurden schon seit den späten 1920ern eigene Banknoten ausgeben. Besonders seit 1946 wurden die Ausgaben, oft handelte es sich um Notgeld, sehr zahlreich, so dass über fünfzig verschiedene Banken bekannt sind. Schon vor 1939 wurden Scheine – rückseitig meist englisch beschriftet – emittiert durch:
- Bank of Chinan (冀南銀行), ab 1932
- Bank of Shansi, Chahar and Hopei; (晉察冀邊區銀行), ab 1938
- Hunan-Hopei-Kiangsu Workers & Farmers Bank (湘鄂贛省工農銀行), Notgeld ab 1932
- 川陝省蘇維埃政府工農銀行, englisch Bank of Szechuan-Shensi Provincial Workers and Farmers Bank, 1932-35 (auf Stoff gedruckt, nur chinesisch beschriftet, Obvers geballte Faust über Sowjet-Stern)
- Shenshi Provincial Workers and Farmers Bank, 1933 (fast nur chinesisch beschriftet, Obvers Lenin über “The Bank of Soviet”)
- 中華蘇維埃共和國國家銀行, englisch Chinese Soviet Republic National Bank, gegr. 1932 in Ruijin, seit 1935 中華蘇維埃共和國國家銀行西北分行, englisch Chinese Soviet Republic National Bank–Northwest Branch in Shanbei. Stand unter der Leitung von Mao Zemin, einem jüngeren Bruder von Mao Zedong. Nach dem Zwischenfall von Xi’an 1937: chinesisch 陝甘寧邊區銀行, englisch Shensi-Kansu-Ninghsia Border Area Bank.

## Ausländische Geschäftsbanken
| Hinweis: Die Schreibung der Ortsnamen und englischen Unternehmensbezeichnungen folgt der damals üblichen. |

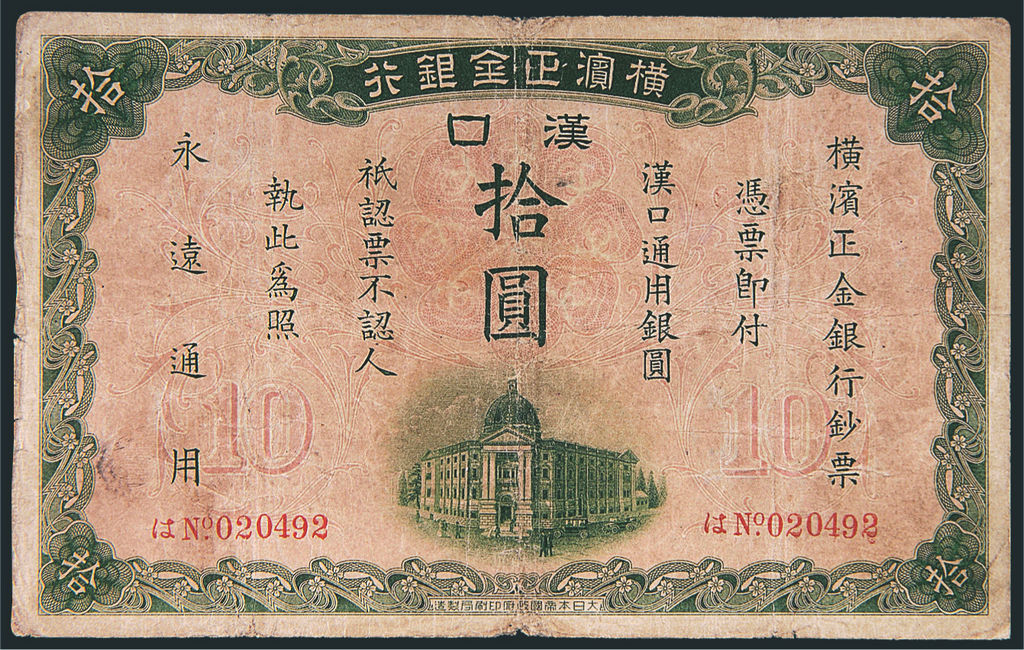
10$ Yokohama Specie Bank Hankow Branch

Ausgegeben wurden üblicherweise silbergedeckte Tael- oder Dollar-Noten. Praktisch alle Banken hatten eine Filiale in der internationalen Konzession Shanghai, häufig auch in Hangkow und Tientsin. Die meisten Geldhäuser stellten die Ausgaben entweder 1936 auf Verlangen der nationalchinesischen Regierung oder 1942 aufgrund der allgemeinen Zeitumstände ihre Emissionen ein.
- American Oriental Banking Corporation, (= American Oriental Bank of ...; Hauptsitz Shanghai. 上海美豐银行). Ausgebende Filialen:
  - American Oriental Bank of Fukien; Foochow, 2 Serien 1922.
  - Shanghai (eröffnet 1921). Serien datiert 1919, 1924.
  - American Oriental Bank of Szechuen; Chongqing, 1922.
  - American Oriental Bank of Tientsin, 1924.
- Asia Banking Corporation (Ableger der Guarantee & Trust, New York), 1924 von der International Banking Corp. übernommen. Ausgebende Filialen 1918: Changsha, Hankow, Peking, Shanghai, Tientsin.
- Asiatic Banking Corporation, gegr. um 1860, bankrott 1866. Hauptsitz Colombo.
- Asiatic Commercial Bank, Ltd., 美華银行, Shanghai 1926
- Banque Belge pour l'Etranger, (= Banque Sino-Belge; 華比銀行, 1935-98 als General Belgian Bank in Hongkong). Ausgebende Filialen: Hankow (1902-8, 1921), Peking (1921), Shanghai (1902-8: $, ab 1912: mexikanischer Dollar), Tientsin (1902-8, ab 1913).
- 英比實業銀行, englisch British and Belgian Industrial Bank of China. Ausgebende Filialen: Changsha, 1913.
- Bank of Canton (廣東銀行), erste Hongkonger Geschäftsbank mit dem Kapital nach Amerika ausgewanderter Chinesen, gegr. 1912, reorganiert 1932 von T.V. Soong. Ausgebende Filialen: Hankow (1922), Shanghai (ab 1917), Swatow (1922).
- Chartered Bank of India, Australia & China (印度新金山中國渣打銀行, nach Fusion 1969: Standard Chartered). Ausgebende Filialen: Hankow (1900), Shanghai (Serien „Dollar“ 1863, 1874, 1885, 1911-22; „mexikanischer Dollar“ 1898–1911; „Tael“ 1885–1911), Tientsin (1917-29; „Hongping-Tael“ 19??); Hongkong (ab 1865).
- Chartered Mercantile Bank of India, London and China, (gegr. 1853 als Mercantile Bank of Bombay), 1857 umbenannt (印度倫頓中國三處匯理銀行). 1959 von HSBC aufgekauft. Ausgebende Filialen: Hankow, Shanghai („Tael“ 18??, „mexikanischer Dollar“ 1881).
- China Specie Bank, (中華國寶銀行. Sitz: Hongkong. Bankrott 1923[2]). Shanghai 1922.
- Chinese American Bank of Commerce (Gegr. 1919, liquidiert 1927[3]). Ausgebende Filialen: Hankow, Harbin, Peking, Shanghai, Shantung, Tientsin.
- Chinese Engineering and Mining Co. (CEMG; gegr. 1879, seit 1912 nach Fusion mit Lanehow als Aktiengesellschaft Kailan Mining Administration in London notiert. Seit 1949 inaktiv, 1984 liquidiert.) Banknoten 1902.
- Chinese-Italian Banking Corporation (gegr. 1920/1, nach Rückzug des chinesischen Partners, 1924 vereinigt mit Credito Italiano. Verwaltete die italienische Boxerentschädigung.)
- Comptoir d’Escompte de Paris (Shanghai 1866), Vorläufer der Banque de l’Indochine.
- Credit Commercial Sino-Français (中法振业银行). Yüan-Noten Peking 1923.
- Deutsch-Asiatische Bank: siehe Hauptartikel. Ausgebende Filialen: Hankow ($), Peking (1907: $ und Tael, 1914 $), Shanghai (1907: $ und Tael, 1914: $), Tientsin (1907: $ und Tael). Wichtigste Bank in Kiautschou.
- Bank of East Asia (東亞銀行), siehe Hauptartikel. Shanghai, 1924.
- Exchange Bank of China, (中華匯業银行; gegr. 1917 mit japanischer Staatsbeteiligung. Kapital 10 Millionen Yen). Banknoten 1920 Peking und Tientsin. Notgeld (10, 20 cent) Tientsin 1928.[4]
- Hongkong and Shanghai Banking Corporation: siehe Hauptartikel.
- Banque Industrielle de Chine, eröffnete 1913, nach Kollaps 1921 übernommen von Banque de l’Indochine. Ausgebende Filialen: Kanton, Hankow, Mukden, Peking, Shanghai, Swatow, Tientsin.
- International Banking Corporation, (美商花旗银行) Ableger der National City Bank (New York). Ausgebende Filialen 1905-27: Kanton (1909), Hankow (1918), Peking, Shanghai (1905, 1919: $. 1918: Tael), Tientsin (1918-9).
- Mercantile Bank of India (unter diesem Namen Shanghai 1916, 1924), siehe: Chartered Mercantile Bank of India, London and China
- National Bank of China (香港中華匯理银行), gegründet 1891, geschlossen 1911. Ausgebende Filialen: Amoy 1890er; Hongkong 1892.[5]
- National Commercial and Saving Bank. Ausgebende Filialen (Ausgabedatum 1. Dezember 1924): Hankow, Shanghai. Wegen Notenmangels wurden viele Scheine halbiert. Mit der Unterschrift eines Bankbeamten versehen waren sie zum halben Wert gültig.
- Netherlands Trading Society (= Nederlandsche Handel-Maatschappij). Banknoten Shanghai, Serien 1909 und 1922.
- Oriental Bank Corporation, (東藩滙理銀行; Gegründet 1842 als Bank of Western India in Bombay, Hauptsitz unter Umbenennung verlegt 1845 nach London. Ab dieser Zeit auch in Hongkong, später Oriental Banking Corporation). Ausgebende Filialen: Shanghai 1865 „Tael;“ Hongkong ($): frühe 1860er (erste Notenemission in der Kolonie) und Serien 1866-83.
- Russisch-Chinesische Bank 華俄銀行, englisch Russo-Chinese Bank, Hauptsitz: St. Petersburg, stark engagiert im nordchinesischen Eisenbahnbau, 1896 zur 華俄道勝銀行, englisch Sino-Russian Righteousness Victory Bank fusioniert. 1902 größte Bank Chinas. Mit Banque du Nord 1910 fusioniert (nun 華俄道勝銀行, englisch Russo-Asiatic Bank, Русско-Азиатский банк). Nach massiven Verlusten durch Spekulation in Paris 1926 aufgelöst. Ausgebende Filialen: Harbin (1910: $-Notgeld, 1917: Rubel), Newchwang (1910: $), „Kuld'sha, Chugchak & Kashgar“ (1913-7: Gold-Fen), Shanghai (1914: “local Dollar” und “mexican Dollar”), Tientsin (1917: $).[6]
- Banque Sino-Belge siehe: Banque Belge pour l'Etranger.
- Sino-Scandinavian Bank (華威銀行). Ausgebende Filialen: Ch'ang Li (昌黎; 1922), Chingwangtao (1926: Kupfer-Cash denominiert), Peking (1922, 2 Serien), Suiyuan (1922), Tientsin (Serien: 1922, Kleingeld 1925), Yungchi (1926: Kupfer-Cash denominiert)[7]
- Taiwan Ginkō (臺灣銀行), war die halbstaatliche Zentralbank für die seit 1895 japanische Insel, dort mit Notenprivileg (silber-Yen bis 1904, danach Gold). Kollabierte 1927.[8] Ausgebende Filialen: Amoy (Yen: 1905-9), Kanton (1911: “local currency”), Foochow ($: 1906, 1914-6), Hankow ($: 1915-8), Kiukiang ($: 1913-4); Swatow ($: 1908, 1911-2)
- Bank of Territorial Development war in der Mandschurei aktiv, daher sind einige Noten rückseitig russisch beschriftet. Brach 1917 zusammen, jedoch existierten einige Filialen weiter, in Yünnan bis 1927.
- Yokohama Specie Bank, siehe Hauptartikel.

## Besatzungsgeld
Zur Zeit des Russisch-Japanischen Kriegs 1904/5 verausgabte das japanische Militär Kleingeld, das in den Jahren danach von der Yokohama Specie Bank eingelöst wurde.
1937-45: Siehe Hauptartikel: Chinesische Währung
Auch die sowjetischen Befreier der Mandschurei (1945-51) verausgabten eigene Noten.

## Seit 1949

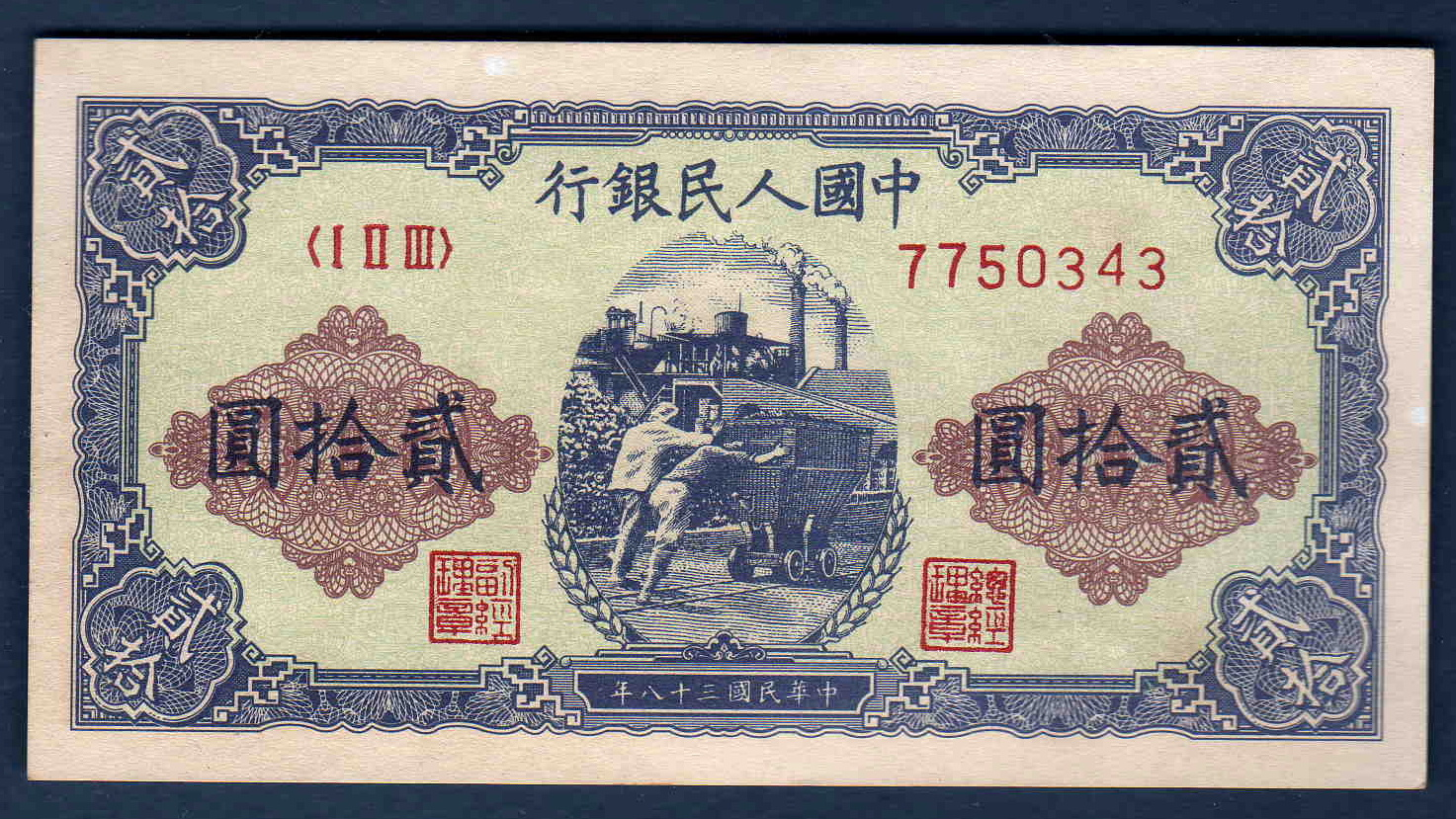
20 Yüan, Chinesische Volksbank (1949)

Die Central Bank of China begann als erste mit der Währungsreform und begab 1945 im Verhältnis 20:1 „Nord-Ost-Yüan“ (東北九省流通券,  Dōngběi jiǔ shěng liútōngquàn), musste diesen aber drei Jahre später schon 150000:1 in „Gold-Yüan“ umwerten.
Seit ihrer Gründung November 1948 werden Noten ausschließlich durch die Chinesische Volksbank (中國人民銀行 / 中国人民银行,  Zhōngguó Rénmín Yínháng, englisch People’s Bank of China) ausgeben, allerdings existierte in abgelegenen Gebieten das Notgeld bis ca. 1950 weiter. Die nächste Währungsreform erfolgte 1955 im Verhältnis 10000:1. Das in der Provinz Taiwan umlaufende Papiergeld emittiert die Central Bank of China (CBC) (中央銀行,  Zhōngyāng Yínháng), gegr. 1923.